# Alejo Fernández
Pour les articles homonymes, voir Fernández.
Alejo Fernández (1475 – 1545) est un peintre espagnol, allemand, membre éminent de l'école de peinture de Séville.

## Biographie
Son lieu de naissance n'est pas connu avec certitude ; dans le livre des comptes de la cathédrale de Séville, il est cité comme étant un peintre allemand, en fait il est peut-être né en Espagne. Marié deux fois : la première, avec Maria Hernandez, fille de Pedro Fernandez, un des peintres cordouans du temps, dont on peut voir un polyptyque de la  Visitation au musée Capodimonte à Naples.
Il épousa en secondes noces, Catherine de Avilés, fille de Cristóbal de Cárdenas, collaborateur artistique auquel il fut lié par une grande amitié.
Alejo Fernandez est formé dans le style hispano-flamenco, et dans la technique de la peinture de la Renaissance italienne, en particulier celle des écoles du Nord, comme la Lombardie et Ombrie. Son style marque une période de transition de la peinture de la Renaissance, au cours des dernières années de sa carrière il subit l'influence du maniérisme et en particulier de la rafaelismo italienne de la peinture espagnole, de Pedro Campaña. La personnalité de ce maître est parfois confondue avec ses partenaires et imitateurs.

## Travaux
Il a commencé sa carrière à Cordoue, où il est resté jusqu'à 1508. Il y peignit des œuvres de grande importance, notamment le triptyque avec la Cène (qui se trouve dans la basilique Notre-Dame du Pilier de Saragosse), où tente de créer de grandes perspectives sur architectural, montrant une certaine préoccupation des grands espaces. Il peint La Colonne (Musée des beaux-arts de Cordoue), La Flagellation (Musée du Prado) et l'Annonciation (Musée des beaux-arts de Séville).
En 1508, il déménage à Séville : Sont actuellement exposés dans la sacristie de cette cathédrale de Séville quatre de ses tableaux : San Joaquin Santa Ana , Naissance de la Vierge, Adoration des Rois et Présentation au Temple. Cet ensemble est effectué à un point critique dans son évolution picturale. Il peint les nobles visages de Saint Joachim et Sainte-Anne. Le tableau représentant que l'Adoration des Mages est considérablement influencé par Quentin Metsys. Ce travail fut effectué pour la Cathédrale de Séville.
Vers 1520, il peint le Retable de Maese Rodrigo, personnage d'une grande importance à Séville par sa fondation du Collège de Sainte Marie de Jésus, qui serait à l'origine de l'Université de Séville.
Il fit certains tableaux de maître pour don Sancho Matienzo, (Valle de Mena). Don Sancho ordonna la construction d'un couvent dans sa patrie pour franciscains et pour lequel Alejo Fernández peint le retable dédié à la Conception,. El Abrazo San Joaquin et Santa Ana (symbolisant en ce moment la Conception de la Mère de Dieu), illustré par des scènes de l'Annonciation et le Calvaire. Cet ensemble péri en 1936.
Sans aucun doute les œuvres les plus populaires de Alejo Fernández sont ses œuvres mariales : la Virgen de la Rosa et de la Vierge de los Navegantes (Vierge des Navigateurs), toutes deux conservés à Séville. Dans la Virgen de la Rosa (Santa Ana de Triana) deux anges nous montrent la Vierge Marie, tableau peint avec quelque influence de Metsys avec les souvenirs de l'art Florentin du quattrocento. La Vierge de los Navegantes est la plus populaire de ses œuvres (1531 - 1536). Peint pour le retable de la Chapelle de la maison de l'engagement de Séville, à l'Alcazar de Séville. La scène est divisée en deux parties : ci-dessous représente la mer décorée de navires, élément qui est nouveau dans la tradition ; au-dessus de la Vierge, une série de portraits de gens remarquables acteurs de la conquête de l'Amérique (parmi eux vers la gauche Christophe Colomb).

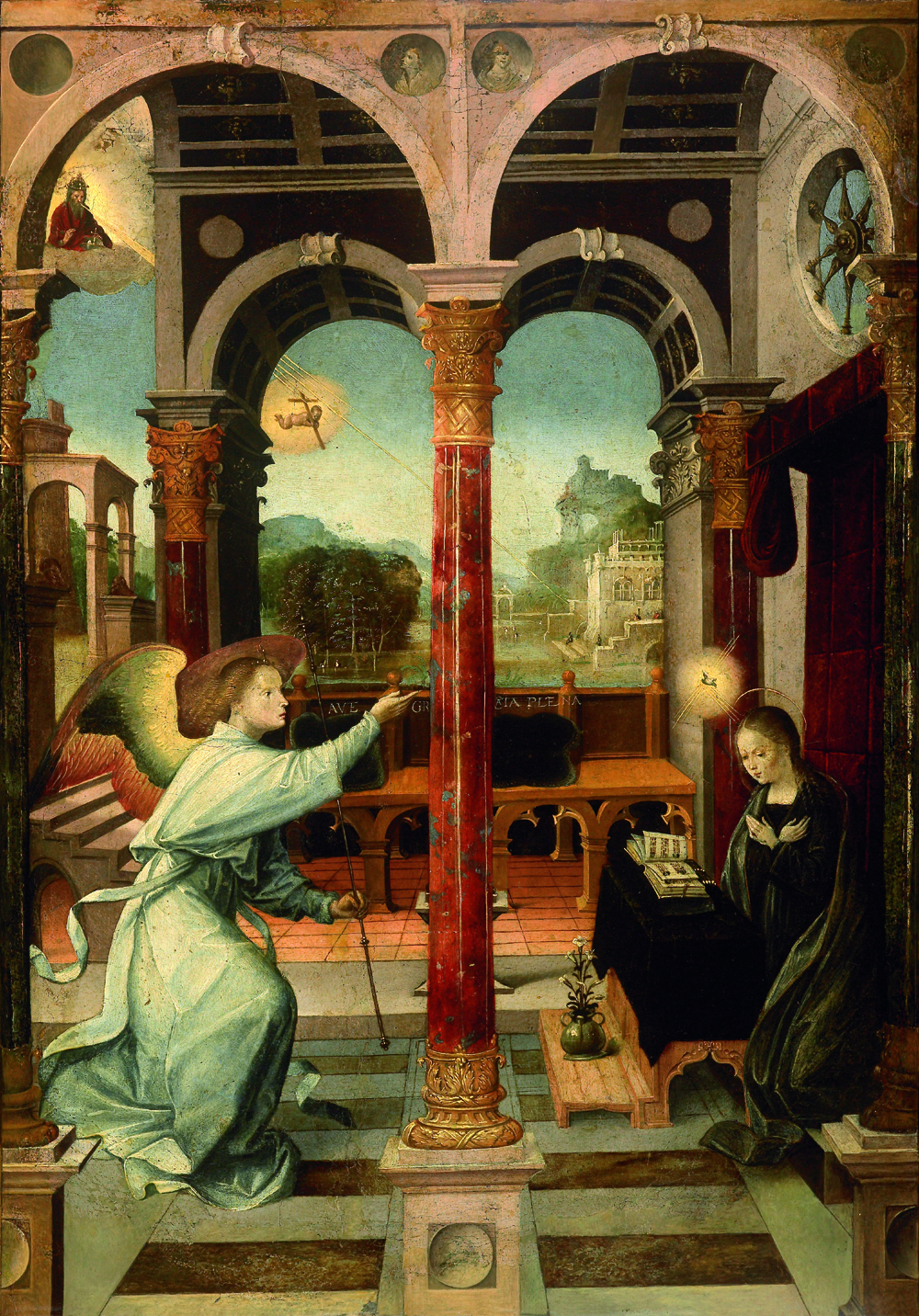
Anunciación (Musée des beaux-arts de Séville)
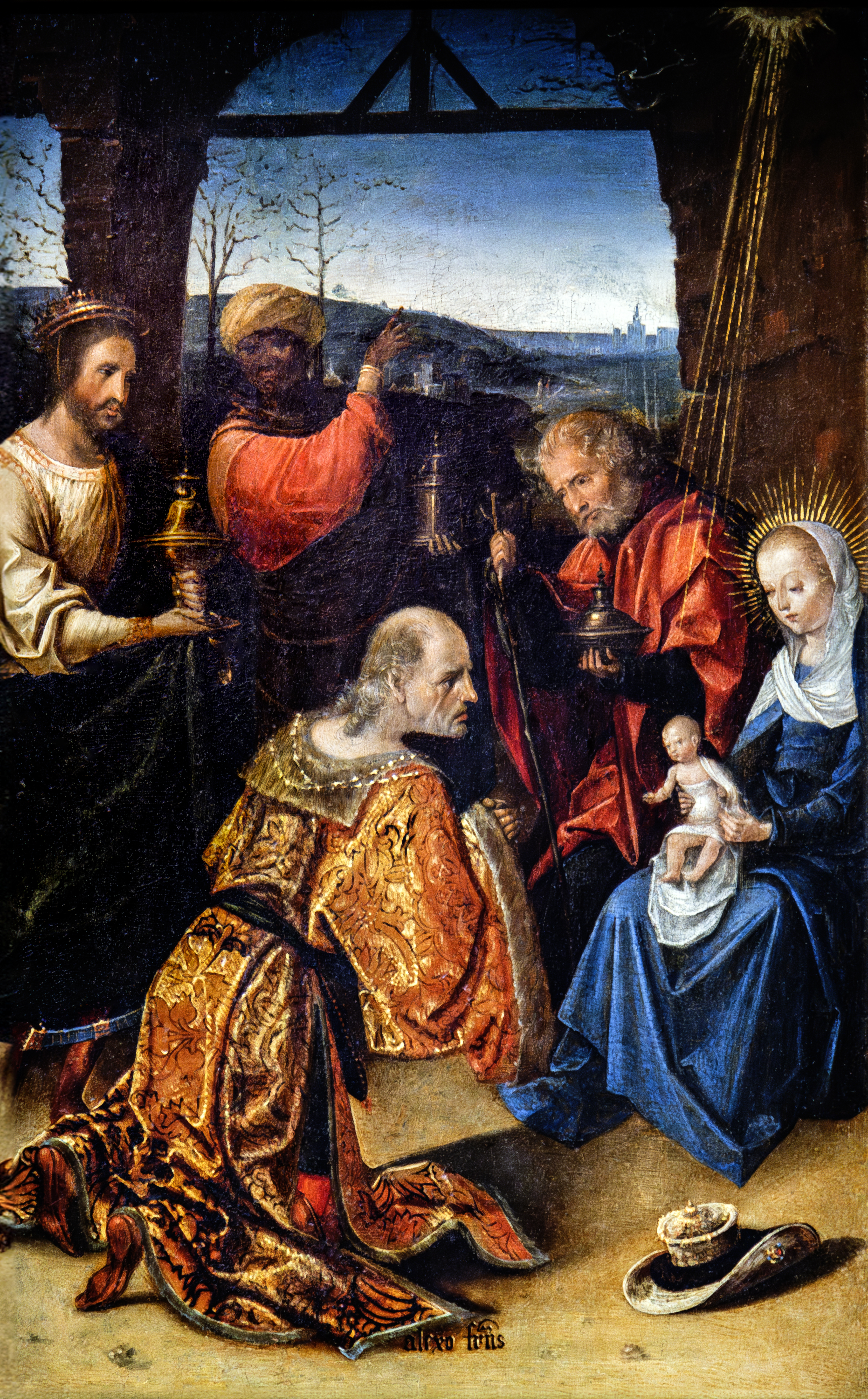
L'Adoraion des Mages Musée Goya Castres